# Koluvere (Väike-Maarja)
Koluvere est un village de la Commune de Väike-Maarja ((jusqu'en octobre 2017 Commune de Rakke) du Comté de Viru-Ouest en Estonie.
Situé au pied de la Chaîne de Pandivere, il abrite le Lac Selja.

## Source
- (et) Cet article est partiellement ou en totalité issu de l’article de Wikipédia en estonien intitulé « Koluvere (Väike-Maarja) » (voir la liste des auteurs).